# مخروط جنوبي

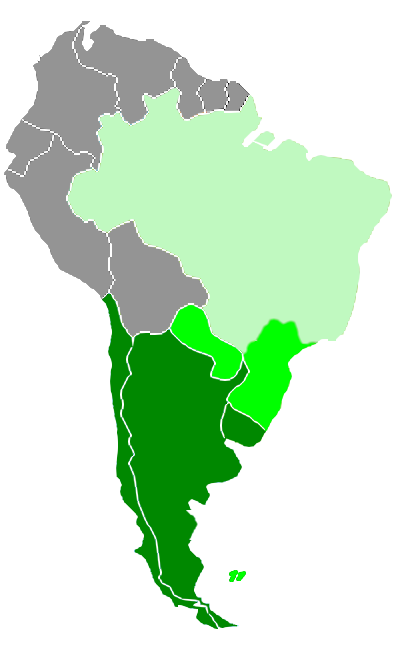
الأخضر الداكن : مناطق دائما في المخروط الجنوبي. أخضر متوسط : منطاق أحيانا في بلدان المخروط الجنوبي. أخضر ضوئي: نادرا ما تدرج في منطقة المخروط الجنوبي

المخروط الجنوبي (بالإسبانية: Cono Sur، بالبرتغالية: Cone Sul) هي المنطقة الجغرافية والثقافية التي تتألف من المناطق الواقعة في أقصى جنوب أمريكا الجنوبية، ومعظمهم تقع جنوب مدار الجدي. يتألف المخروط الجنوبي الأرجنتين، تشيلي، والأوروغواي، وأحيانًا تشمل الولايات الأربع الواقعة في أقصى الجنوب في البرازيل (ريو غراندي دو سول، وسانتا كاتارينا، وبارانا وولاية ساو باولو.). وفي تعريفها الأوسع، مع الأخذ في الاعتبار التاريخ المشترك والجغرافيا، تشمل أيضًا باراغواي. يحد المنطقة من الغرب المحيط الهادي ومن الشرق من المحيط الأطلسي.

## البلدان
| البلد      | المساحة (كم²) | عدد السكان (2020) | الكثافة السكانية (لكل كم²) | مؤشر التنمية البشرية (2019) | العاصمة    |
| ---------- | ------------- | ----------------- | -------------------------- | --------------------------- | ---------- |
| الأرجنتين  | 2٬780٬000     | 45,195,000        | 16.20                      | 0,830 (مرتفع جداً)           | بوينس آيرس |
| تشيلي      | 756٬950       | 19٬115٬000        | 25.1                       | 0.847 (مرتفع جداً)           | سانتياغو   |
| الأوروغواي | 176٬215       | 3,473,000         | 19.43                      | 0.808 (مرتفع جداً)           | مونتفيدو   |
| المجموع    | 3٬713٬165     | 67٫783٫000        | 16.57                      | (مرتفع جداً)                 |            |

### البرازيل
بسبب كون البرازيل، دولة ذات مساحة كبيرة، تختلف ثقافتها بشكل كبير. حيث تملك أربع ولايات تقع في أقصى الجنوب (بارانا، ريو غراندي دو سول، سانتا كاتارينا وساو باولو) ثقافة متقاربة مع الأرجنتين وتشيلي وأوروغواي (ارتفاع مستوى المعيشة، مناخ شبه مداري ومعتدل) بينما تشبه الولايات الأخرى دول أمريكا الجنوبية الأخرى. لهذا السبب، يتم تضمين البرازيل في بعض التعاريف عند التحدث في المخروط الجنوبي، ولكن الأمر مستبعدة. وعادة ما يتم تضمين الولايات الأربع التالية.
| الولايات          | المساحة (كم²) | عدد السكان (2019) | الكثافة السكانية (لكل كم²) | مؤشر التنمية البشرية (2017) | العاصمة       |
| ----------------- | ------------- | ----------------- | -------------------------- | --------------------------- | ------------- |
| بارانا            | 199٬314       | 11.434.000        | 59.80                      | 0.792 (مرتفع)               | كوريتيبا      |
| ريو غراندي دو سول | 291٬748       | 11٫378٫000        | 39.10                      | 0.787 (مرتفع)               | بورتو أليغري  |
| سانتا كاتارينا    | 95٬346        | 7٫165٫000         | 71.18                      | 0.808 (مرتفع جداً)           | فلوريانوبوليس |
| ساو باولو         | 248٬222       | 45٬920٬000        | 95.83                      | 0.826 (مرتفع جداً)           | ساو باولو     |
| المجموع           | 834٬630       | 75٫897٫000        | 90.35                      | 0.803 (مرتفع جداً)           |               |

### باراغواي
بسبب القرب الجغرافي والتاريخ المشترك والجغرافيا ، عادة ما يتم تضمين باراغواي في المخروط الجنوبي. ومع ذلك، فإن باراغوي تختلف عن البلدان الأخرى نظرًا لارتفاع مستوى الفقر وانخفاض مستوى المعيشة، وبالتالي يتم استبعاده أحيانًا من التعريف.

## الجغرافيا

### المناخ

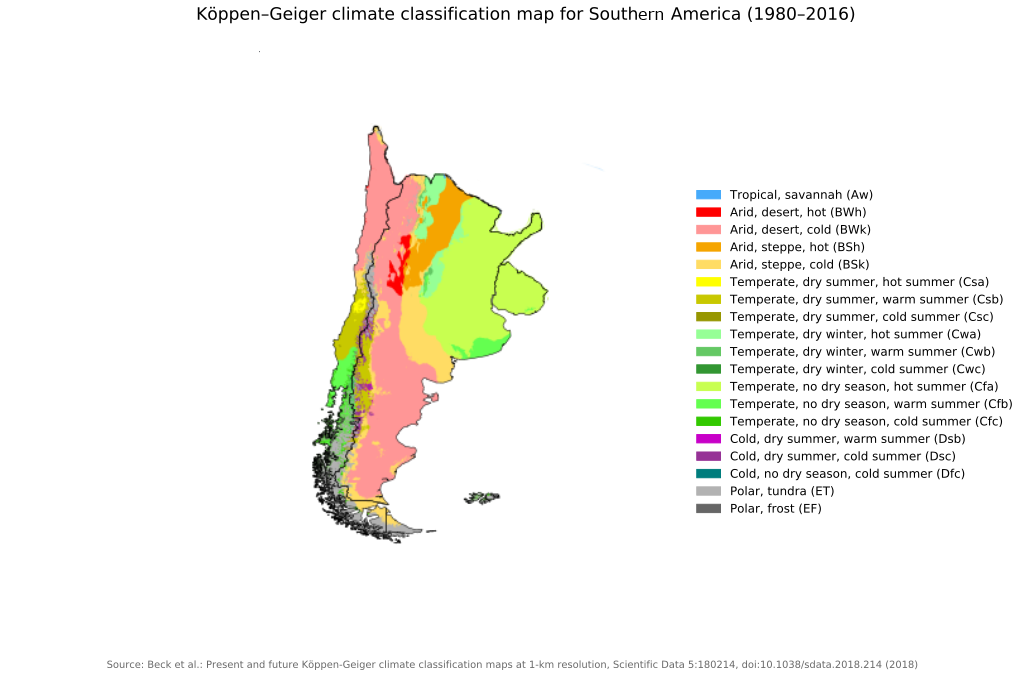
خريطة تصنيف كوبن للمناخ لأوروغواي والأرجنتين وشيلي وجزر فوكلاند

من الشمال إلى الجنوب، يتحول المناخ من مناخ استوائي إلى ثلجي بارد، مع مناخ جبلي في جبال الأنديز. حيث يمتاز الجزء الشمالي من المنطقة، باستثناء المرتفعات وشمال تشيلي، بمناخ استوائي. بينما يوجد في الشمال الغربي المناخ صحراوي. وفي وسط الأرجنتين وأوروغواي يكون المناخ معتدلاً، بينما يكون متوسطي في وسط تشيلي.
| الموقع       | يناير                               | إبريل                               | يوليو                               | أكتوبر                              |
| ------------ | ----------------------------------- | ----------------------------------- | ----------------------------------- | ----------------------------------- |
| بوينس آيريس  | 30.1 °م (86.2 °ف) 20.1 °م (68.2 °ف) | 22.9 °م (73.2 °ف) 13.8 °م (56.8 °ف) | 15.4 °م (59.7 °ف) 7.4 °م (45.3 °ف)  | 22.6 °م (72.7 °ف) 13.3 °م (55.9 °ف) |
| سانتياغو     | 30.1 °م (86.2 °ف) 13.4 °م (56.1 °ف) | 22.3 °م (72.1 °ف) 6.5 °م (43.7 °ف)  | 14.3 °م (57.7 °ف) 1.6 °م (34.9 °ف)  | 22.8 °م (73.0 °ف) 8.4 °م (47.1 °ف)  |
| مونتفيدو     | 28.1 °م (82.6 °ف) 18.0 °م (64.4 °ف) | 21.7 °م (71.1 °ف) 12.9 °م (55.2 °ف) | 14.6 °م (58.3 °ف) 6.9 °م (44.4 °ف)  | 20.3 °م (68.5 °ف) 11.5 °م (52.7 °ف) |
| قرطبة        | 31.1 °م (88.0 °ف) 18.1 °م (64.6 °ف) | 24.9 °م (76.8 °ف) 12.3 °م (54.1 °ف) | 18.5 °م (65.3 °ف) 5.5 °م (41.9 °ف)  | 26.1 °م (79.0 °ف) 12.6 °م (54.7 °ف) |
| فالبارايسو   | 21.4 °م (70.5 °ف) 13.5 °م (56.3 °ف) | 18.3 °م (64.9 °ف) 11.4 °م (52.5 °ف) | 14.3 °م (57.7 °ف) 9.2 °م (48.6 °ف)  | 17.0 °م (62.6 °ف) 10.5 °م (50.9 °ف) |
| كونسيبسيون   | 22.8 °م (73.0 °ف) 10.9 °م (51.6 °ف) | 18.3 °م (64.9 °ف) 8.1 °م (46.6 °ف)  | 13.2 °م (55.8 °ف) 5.8 °م (42.4 °ف)  | 17.2 °م (63.0 °ف) 7.4 °م (45.3 °ف)  |
| مار دل بلاتا | 26.3 °م (79.3 °ف) 14.3 °م (57.7 °ف) | 20.5 °م (68.9 °ف) 9.1 °م (48.4 °ف)  | 13.1 °م (55.6 °ف) 3.8 °م (38.8 °ف)  | 18.5 °م (65.3 °ف) 7.6 °م (45.7 °ف)  |
| نيوكوين      | 32.0 °م (89.6 °ف) 16.2 °م (61.2 °ف) | 22.0 °م (71.6 °ف) 7.0 °م (44.6 °ف)  | 12.2 °م (54.0 °ف) 0.0 °م (32.0 °ف)  | 23.4 °م (74.1 °ف) 8.2 °م (46.8 °ف)  |
| إيكويكو      | 25.3 °م (77.5 °ف) 19.2 °م (66.6 °ف) | 22.7 °م (72.9 °ف) 16.9 °م (62.4 °ف) | 18.0 °م (64.4 °ف) 14.0 °م (57.2 °ف) | 20.1 °م (68.2 °ف) 15.4 °م (59.7 °ف) |
| باريلوتشي    | 21.4 °م (70.5 °ف) 6.5 °م (43.7 °ف)  | 14.8 °م (58.6 °ف) 1.8 °م (35.2 °ف)  | 6.4 °م (43.5 °ف) −1.3 °م (29.7 °ف)  | 13.9 °م (57.0 °ف) 1.3 °م (34.3 °ف)  |
| أوشوايا      | 13.9 °م (57.0 °ف) 5.4 °م (41.7 °ف)  | 9.6 °م (49.3 °ف) 2.3 °م (36.1 °ف)   | 4.2 °م (39.6 °ف) −1.7 °م (28.9 °ف)  | 10.5 °م (50.9 °ف) 2.3 °م (36.1 °ف)  |
| بورتو أليغري | 30.2 °م (86.4 °ف) 20.5 °م (68.9 °ف) | 25.2 °م (77.4 °ف) 16.3 °م (61.3 °ف) | 19.4 °م (66.9 °ف) 10.7 °م (51.3 °ف) | 24.4 °م (75.9 °ف) 15.0 °م (59.0 °ف) |

### الهيدروغرافيا
الحوض الرئيسي في المنطقة هو حوض نهر بليت، والتي تشمل معظم الأنهار الكبرى مثل بارانا، باراغواي، أوروغواي، ريو نيغرو. وتبرز أحواض أخرى أيضًا، مثل حوض نهر كولورادو، والذي يحيط به حوض ديساجواديرو وحوض نيجرو. وعلى منحدر المحيط الهادئ ، تبرز أنهار لوا وتشوبا ورابل وأكونكاجوا وميبو ومول.

## الديموغرافيا

### العرق
تأثر سكان المخروط الجنوبي بشدة بموجات الهجرة من أوروبا في أواخر القرن التاسع عشر وأوائل القرن العشرين. ويشكل الأشخاص المنحدرون من أصل أوروبي، 85٪ من إجمالي سكان الأرجنتين، و 88٪ من إجمالي سكان أوروغواي و 53٪ من إجمالي سكان تشيلي. ويشكل الميستيثو 15.8٪ من إجمالي السكان ويشكلون أغلبية في باراغواي. ويشكل الأمريكيون الأصليون 3 ٪ من السكان، يعيش معظمهم في تشيلي.

## اللغات
الغالبية العظمى من سكان المنطقة، يتحدثون الإسبانية (في الأرجنتين وتشيلي وباراغواي وأوروغواي) أو البرتغالية في جنوب البرازيل. وتنقسم اللغة الإسبانية في المخروط الجنوبي إلى لهجتين رئيسيتين:
- الإسبانية الرايوبلاتنسية، ويتم التحدث بها في الأرجنتين وأوروغواي، تأثرت تلك اللهجة بشدة باللغة الإيطالية، وأظهرت الأبحاث الأولية أن الإسبانية الرايوبلاتنسية، لها نغمة تشبه تلك الخاصة باللهجة الإيطالية الموجودة في نابولي، وتختلف بشكل ملحوظ عن أنماط الأشكال الأخرى للإسبانية.[12]

- الإسبانية التشيلية

### اللغات الأصلية
تستمر بعض مجموعات الأمريكيين الأصليين، وخاصة في المناطق الريفية، بالتحدث باللغات الأصلية. ويتم التحدث بها بشكل رئيسي في أروكانيا. وتعد اللغة الغوارانية لغة رسمية في باراغواي، وهي اللغة الأكثر انتشارًا في ذلك البلد، وفي عام 2010، اعتمدت مدينة تاكورو، في ولاية ماتو غروسو دو سول البرازيلية، اللغة الغوارانية لغة رسمية، إلى جانب اللغة البرتغالية. وتعد لغة رسمية أيضاً في محافظتي كورينتس وميسيونيس الأرجنتينية.

#### اللغات الأصلية حسب البلد
عدد لغات السكان الأصليين الحية حسب البلد اعتبارًا من عام 2012 ، كما ورد في تقرير Crevels (2012):
| البلد     | مجموع السكان | السكان الأصليون | لغات السكان الأصليين |
| --------- | ------------ | --------------- | -------------------- |
| باراغواي  | 6,995,700    | 103,300         | 18                   |
| الأرجنتين | 40,913,600   | 600,300         | 15                   |
| تشيلي     | 16,601,700   | 692,200         | 6                    |

### لغات المهاجرين
يتم التحدث باللغة الإنجليزية في جزر فوكلاند، وهي إحدى أقاليم ما وراء البحار البريطانية، ومن قبل أحفاد المستوطنين البريطانيين في الأرجنتين وتشيلي. ويتحدث بالويلزية من قبل أحفاد المهاجرين في منطقة باتاغونيا في الأرجنتين. ويتحدث باللغة لإيطالية في جميع أنحاء الأرجنتين حيث تعد اللغة الأكثر إنتشاراً بعد الإسبانية.

## مستوى المعيشة
لدى الأرجنتين، تشيلي، وأوروغواي مؤشر تنمية بشرية يعد هي الأعلى في أمريكا اللاتينية. فقد جعل ارتفاع متوسط العمر المتوقع، وارتفاع مؤشر التنمية البشرية، وارتفاع مستوى المعيشة ، وانخفاض معدلات الخصوبة، والمشاركة الكبيرة في الأسواق العالمية و الاقتصادات الناشئة من أعضائها جعل المخروط الجنوبي أكثر ازدهارا دون الإقليمية في أمريكا اللاتينية .  الأمر الأكثر إثارة للقلق هو ارتفاع مستويات عدم المساواة في الدخل.
| المنطقة         | نصيب الفرد من الناتج المحلى الإجمالي (تعادل القوة الشرائية) (2015) | المساواة في الدخل (2015) | الأدأء البيئي (2014) | مؤشر الدول الهشة2014 | الفساد 2014 | الحرية الإقتصادية2015 | السلام2014 | الديمقراطية2010 |
| --------------- | ------------------------------------------------------------------ | ------------------------ | -------------------- | -------------------- | ----------- | --------------------- | ---------- | --------------- |
| المخروط الجنوبي | 22,493                                                             | 45.2                     | 57.7                 | 42.4                 | 60          | 1.648                 | 7.60       | 7.84            |